# Mispel
Inte att förväxla med mistel eller häggmispel.
Mispel (Mespilus germanica) är en art i familjen rosväxter. Det är ett lövträd med bred krona och ätliga frukter. Under medeltiden hade trädet större betydelse i Syd- och Centraleuropa och i England var mispel vanlig under 1600- och 1700-talet. Idag finns intensiva odlingar bara i sydvästra Asien, till exempel i Azerbajdzjan.
Trädet är med en genomsnittlig höjd på 5 meter jämförelsevis litet. Stammens diameter är vanligen 20 till 25 centimeter (i undantagsfall 50 cm). Hos vilda former av mispel finns taggar vid nya förgreningar, men dessa saknas hos de kultiverade exemplaren. I Centraleuropa blommar trädet från maj till början av juni.

## Frukterna
Frukterna som liknar äpplen blir mogna mellan slutet av oktober och början av november. Hos vilda former har frukten en diameter av 1,5 till 3 cm och storleken hos den odlade formen är 3 till 6,5 cm (ibland 7 till 8 cm). Frost eller en längre tids lagring gör fruktköttet mindre beskt och fast och mer lämpat att äta. Den lösare konsistensen hos fruktköttet och missfärgningarna hos skalet påverkar inte lämpligheten som livsmedel. Centrum av frukten utgörs av (fyra) stora fruktkärnor.
Frukterna plockas efter första frosten och används vanligen för sylt eller gelé.

## Etymologi
Mispel är även i dagligt tal ett samlingsnamn för ett antal olika fruktbärande lövträd med frukter kallade mispelfrukter eller mispel. 

## Se även

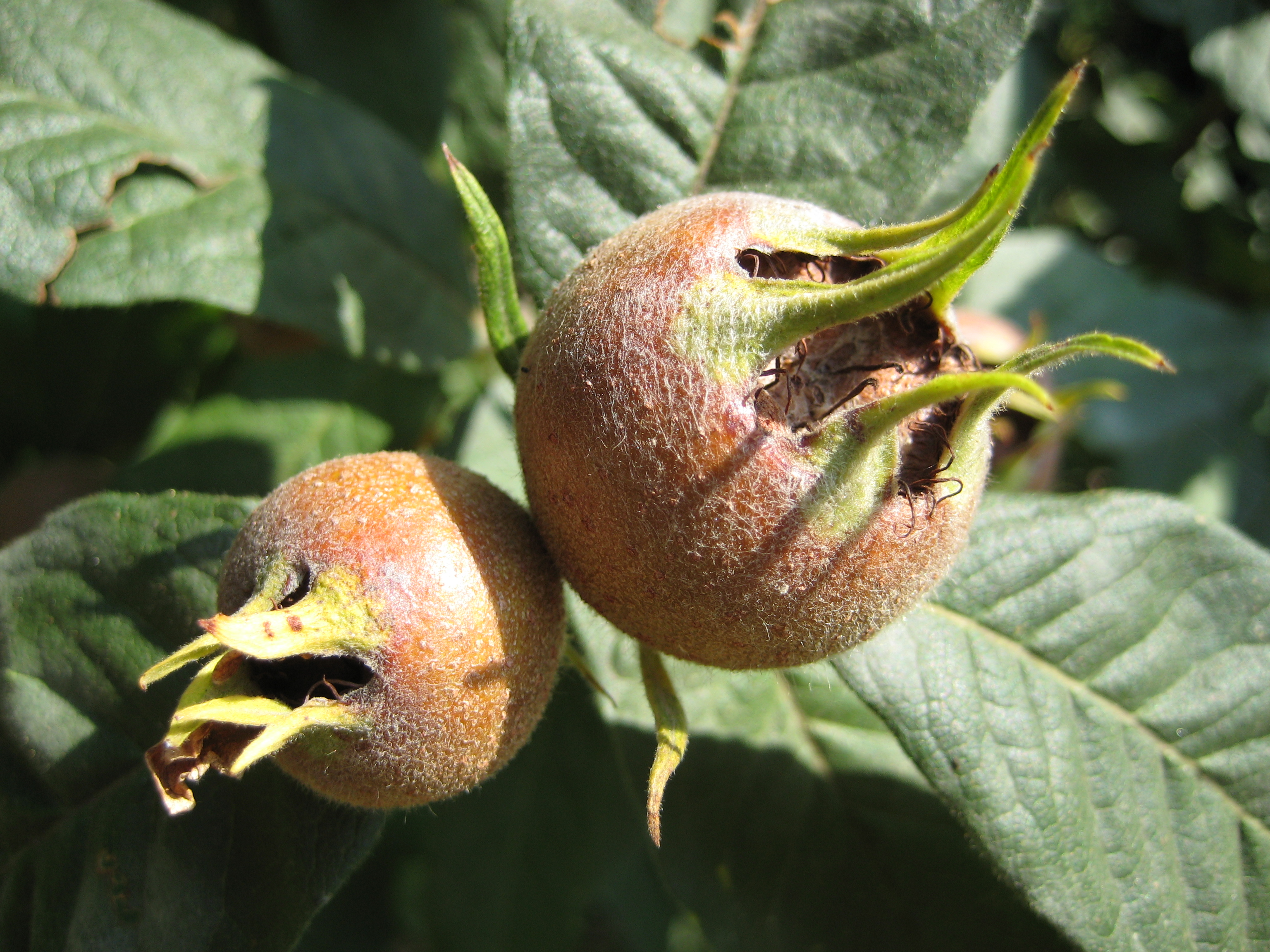
Mespilus germanica frukter
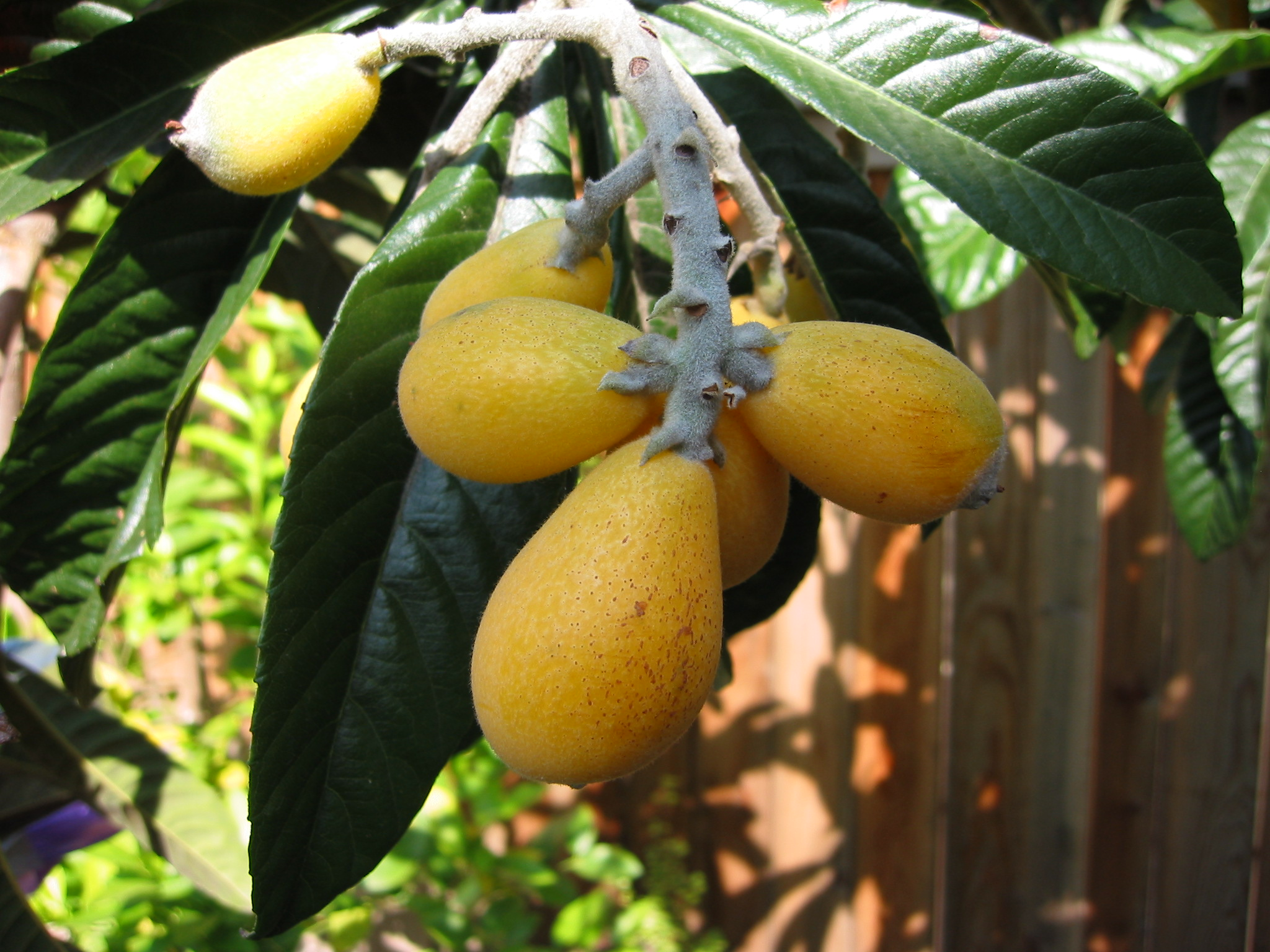
Eriobotrya japonica frukter
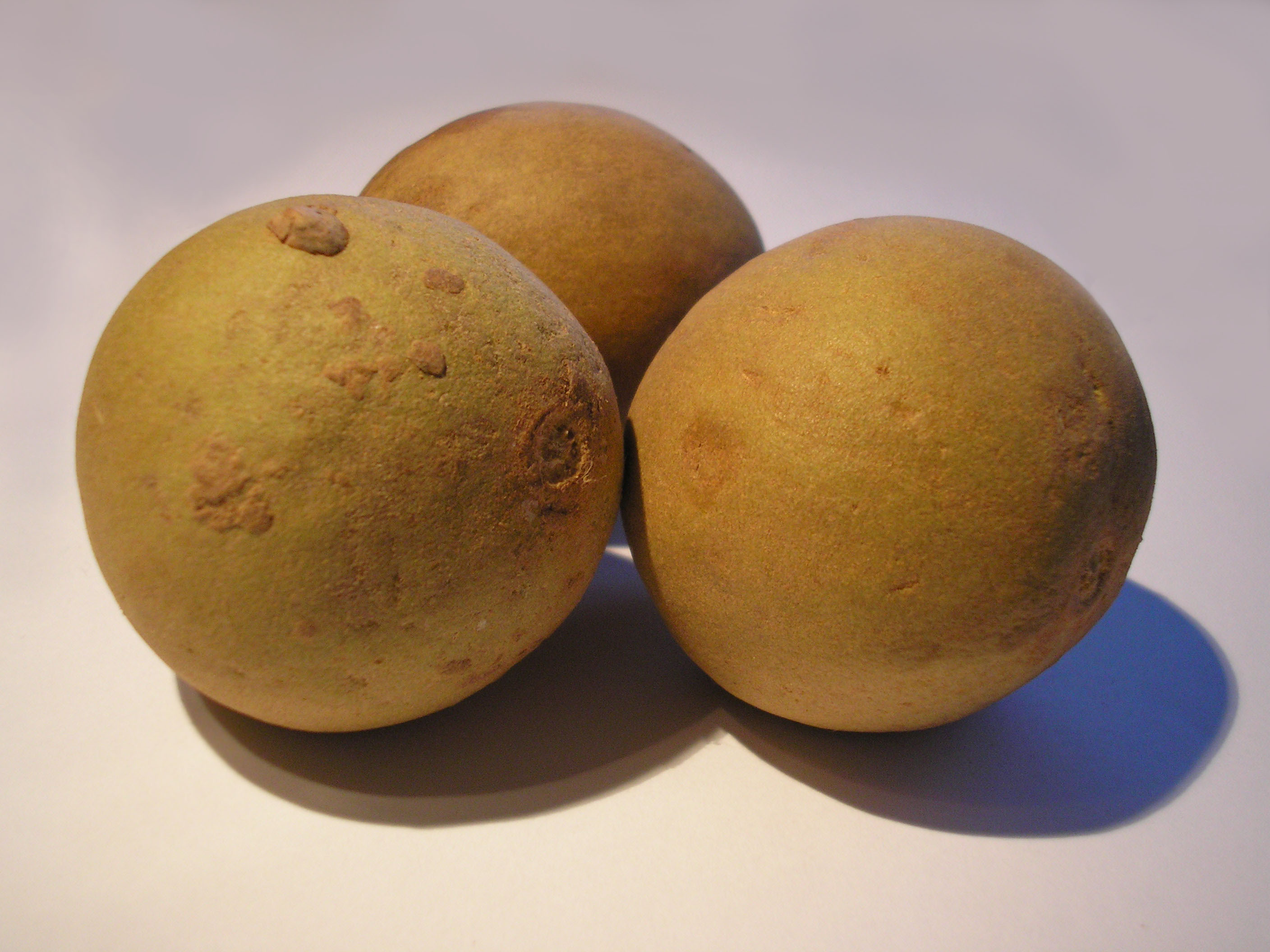
Manilkara zapota frukt
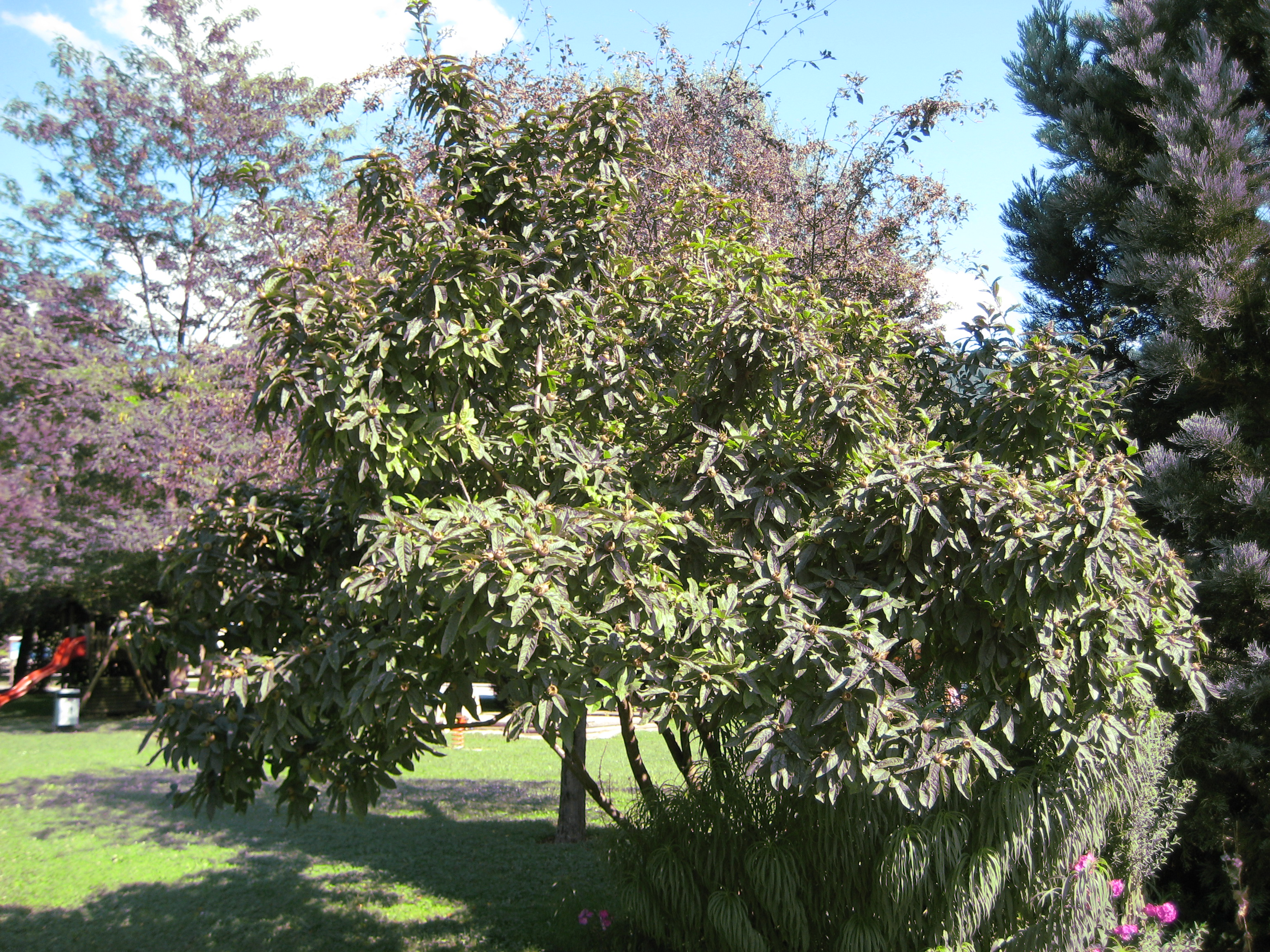
Trädet
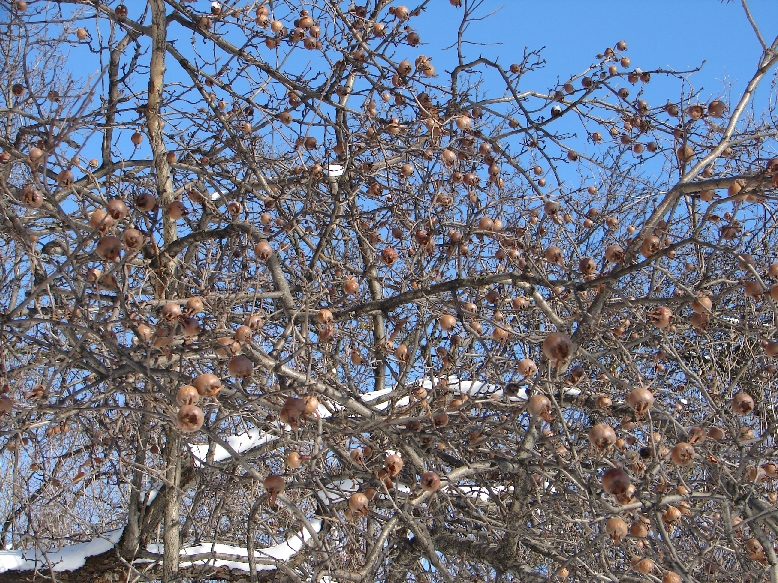
Trädet kort före skörden
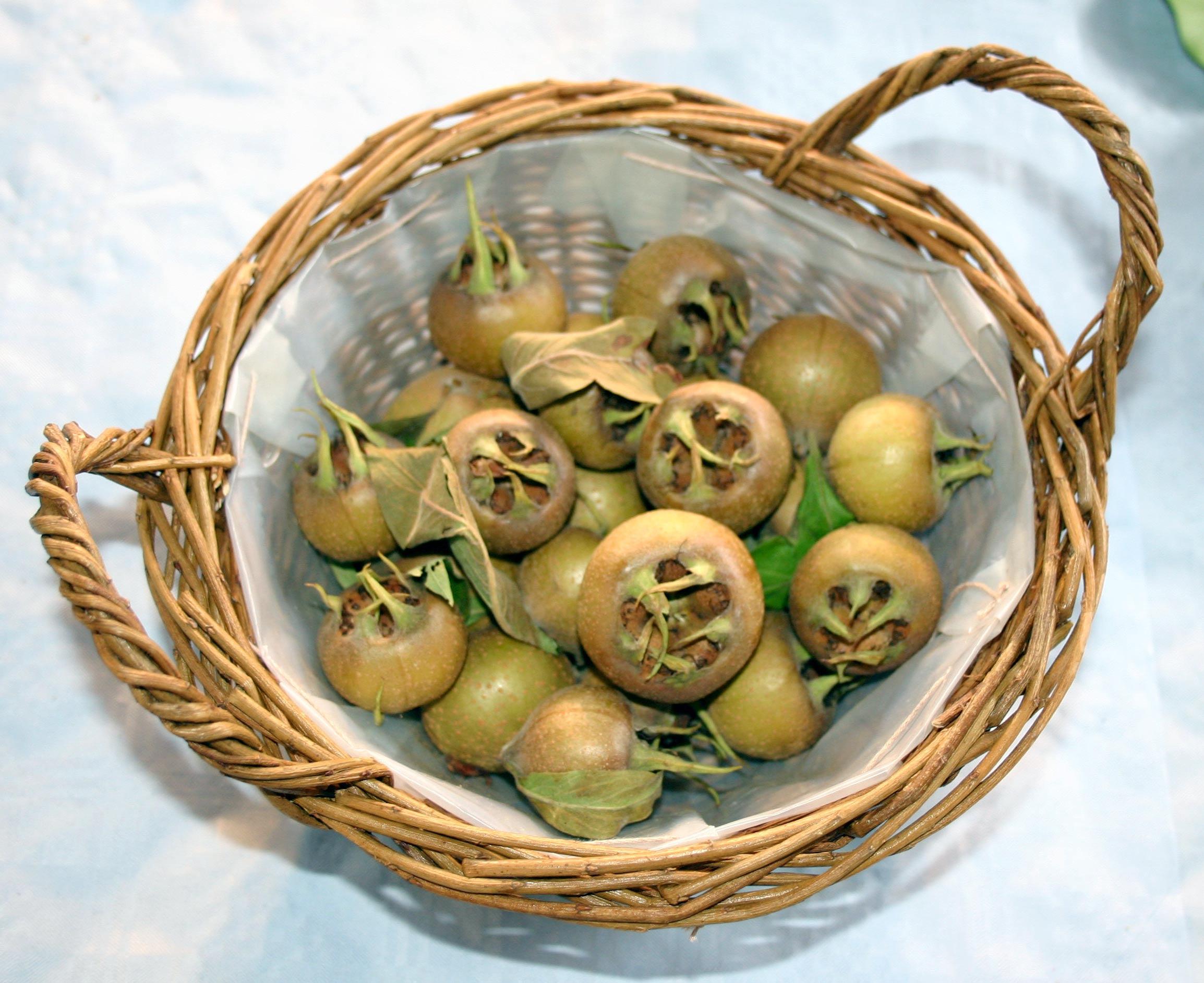
Plockade frukter